# David Wells
Pour les articles homonymes, voir Wells.

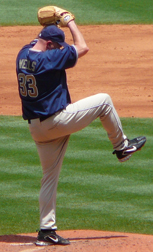
David Wells avec les Padres de San Diego.

David Lee Wells (né le 20 mai 1963 à Torrance, Californie, États-Unis) est un lanceur gaucher de baseball ayant joué dans les Ligues majeures de 1987 à 2007.
Trois fois sélectionné au Match des étoiles, David Wells remporte 239 victoires dans sa carrière et fait partie de deux clubs champions de la Série mondiale : les Blue Jays de Toronto de 1992 et les Yankees de New York de 1998. Il est élu joueur par excellence de la Série de championnat de la Ligue américaine en 1998, une saison durant laquelle il réussit le treizième match parfait de l'histoire des majeures.

## Carrière professionnelle
Wells commence sa carrière avec les Blue Jays de Toronto comme lanceur de relève. Entre 1987 et 1989 il ne commence que deux matchs, avec 111 apparitions comme releveur. C'est en 1990 qu'il commence sa carrière comme lanceur partant. En trois saisons entre 1990 et 1992 il gagne 33 matches et en perd 25. En 1993 il est transféré aux Tigers de Detroit où il gagné 26 matches pour 18 perdus. En 1995, il rejoint les Reds de Cincinnati puis les Orioles de Baltimore en 1996.

### Avec les Yankees de New York
En 1997, seize matches pour dix perdus et en 1998, 18 pour quatre perdus. Son match le plus notoire a lieu le 17 mai 1998 quand il lance un match parfait contre les Twins du Minnesota. C'est le treizième match parfait de la Ligue majeure depuis 1871, le premier étant lancé par John Lee Richmond en 1880, et le deuxième dans l'histoire des Yankees après le match parfait de Don Larsen durant la Série mondiale 1956. Quelques années après ce moment historique, Wells avoue avoir bu passablement la veille du match et avoir lancé son match parfait malgré une gueule de bois.

### Retour à Toronto
En 1999, après son match parfait en 1998, Wells est transféré aux Blue Jays. Là, il a deux très bonnes saisons, avec 17 victoires en 1999, puis vingt victoires pour huit défaites en 2000. À l'âge de 37 ans, c'est la première fois qu'il gagne vingt matches. Depuis 2000, il joue pour six équipes différentes, mais maintient un pourcentage de victoires en carrière de 60,3 %. En vingt saisons avant 2007 (la saison n'est pas finie), il gagne plus de 50 % de ses matches quinze fois.